# Triángulo carotídeo
El triángulo carotídeo es una parte del triángulo cervical anterior del cuello.

## Límites y contenido
Esta limitado:
- posteriormente por el borde anterior del esternocleidomastoideo;
- Límite anteroinferior, por el vientre superior del omohioideo
- Límite anterosuperior por el vientre posterior del digástrico.

Su suelo está formado por partes de la membrana tirohioidea, hiogloso, y la laríngea media e inferior.
Está cubierta por el tegumento, fascia superficial, músculo platisma y la fascia profunda; ramificaciones de las ramas de los nervios cervicales faciales y cutáneos.

## Arterias
Este espacio diseccionado cuando se ve a contener la parte superior de la arteria carótida común con el seno carotídeo y el cuerpo carotídeo en su terminación, que se bifurca enfrente del borde superior del cartílago tiroides en la carótida externa e interna. Estos buques están algo ocultas a la vista por el borde anterior del esternocleidomastoideo, que les superpone.
Las carótidas externas e internas se encuentran lado a lado, siendo el exterior de la más anterior de los dos.
Los siguientes ramas de la carótida externa también se reunieron con en este espacio:
la arteria tiroidea superior, corriendo hacia delante y hacia abajo;
la arteria lingual, directamente hacia adelante;
la arteria facial, hacia adelante y hacia arriba;
la arteria occipital, hacia atrás y hacia arriba;
la arteria faríngea ascendente, directamente hacia arriba en el lado medial de la carótida interna.

## Venas
Las venas se reunieron con son:
la vena yugular interna, que se encuentra en el lado lateral de las arterias carótidas comunes e internas;
y las venas que corresponde a las ramas antes mencionadas de la carótida-viz externo.,
la vena tiroidea superior,
las venas linguales,
vena facial común que drena en la vena yugular interna,
faríngea ascendente generalmente termina en la vena yugular interna,
y, a veces la vena occipital
... todos los cuales terminan en la yugular interna.

## Nervios
Superficial de la vaina carotídea se encuentra el nervio hipogloso y asa cervical del plexo cervical.
El nervio hipogloso cruza ambos las carótidas internas y externas, curvándose alrededor del origen de la arteria occipital.
Dentro de la funda, entre la arteria y la vena, y detrás de ambos, es el nervio vago; detrás de la vaina, el tronco simpático.
En el lado lateral de los buques, el nervio accesorio tiene una duración de una distancia corta antes de que perfora el esternocleidomastoideo; y en el lado medial de la carótida externa, justo debajo del hueso hioides, la rama interna del nervio laríngeo superior se puede ver; y, aún más inferiormente, la rama externa del mismo nervio.

## Otros contenidos
La porción superior de la laringe y la parte inferior de la faringe también se encuentran en la parte delantera de este espacio.

## Imágenes adicionales

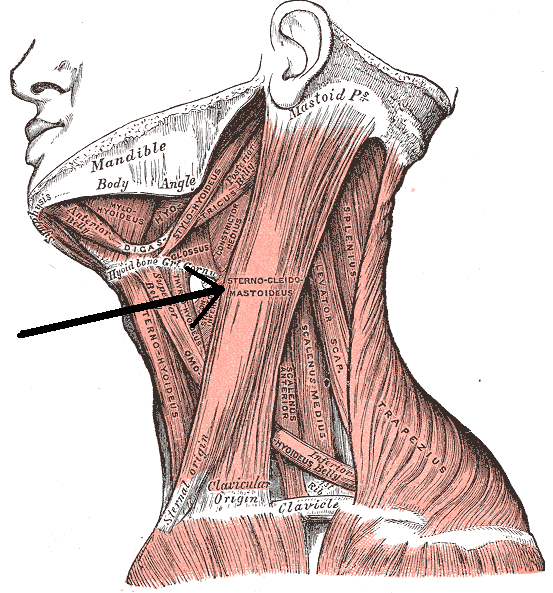
Músculo esternocleidomastoideo
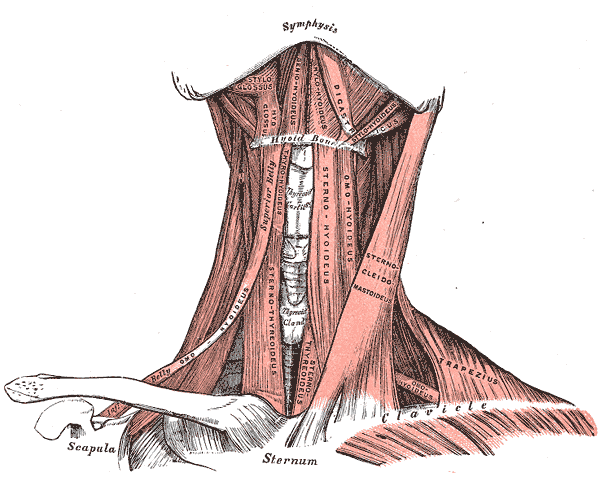
Los músculos del cuello. Vista anterior..
Los triángulos del cuello. (Triángulos anterior a la izquierda;. Triángulos posteriores a la derecha suprahioideos mostrados a la izquierda.).)